# Municipio de Morgan (condado de Owen)
El municipio de Morgan (en inglés: Morgan Township) es un municipio ubicado en el condado de Owen en el estado estadounidense de Indiana. En el año 2010 tenía una población de 1237 habitantes y una densidad poblacional de 16,11 personas por km².

## Geografía
El municipio de Morgan se encuentra ubicado en las coordenadas 39°21′50″N 86°53′15″O / 39.36389, -86.88750. Según la Oficina del Censo de los Estados Unidos, el municipio tiene una superficie total de 76.8 km², de la cual 76.58 km² corresponden a tierra firme y (0.28%) 0.22 km² es agua.

## Demografía
Según el censo de 2010, había 1237 personas residiendo en el municipio de Morgan. La densidad de población era de 16,11 hab./km². De los 1237 habitantes, el municipio de Morgan estaba compuesto por el 97.98% blancos, el 0.24% eran afroamericanos, el 0.49% eran amerindios, el 0.16% eran asiáticos, el 0.08% eran isleños del Pacífico, el 0.32% eran de otras razas y el 0.73% pertenecían a dos o más razas. Del total de la población el 0.49% eran hispanos o latinos de cualquier raza.